# Phú An, huyện Tân Phú
Phú An là một xã thuộc huyện Tân Phú, tỉnh Đồng Nai, Việt Nam.
Xã có diện tích 52,5 km², dân số năm 1999 là 5693 người, mật độ dân số đạt 108 người/km².

## Hành chính
Xã Phú An được chia thành 4 ấp: 1, 2, 3, 4.

## Lịch sử
Trước năm 2016, xã Phú An được chia thành 7 ấp: 1, 2, 3, 4, 5, 6, 7.
Ngày 11 tháng 8 năm 2017, Uỷ ban Nhân dân tỉnh Đồng Nai ban hành Quyết định 2817/QĐ-UBND, trong đó:
- Sáp nhập ấp 7 vào ấp 1.
- Sáp nhập một phần ấp 3 vào ấp 2.
- Sáp nhập một phần ấp 3 vào ấp 4.
- Sáp nhập ấp 5, ấp 6 vào phần còn lại của ấp 3.